# Зюдтіролер-плац-Гауптбангоф
48°11′13″ пн. ш. 16°22′25″ сх. д. / 48.187° пн. ш. 16.3735° сх. д.
«Зюдтіролер-плац-Гауптбангоф» (нім. Südtiroler Platz – Hauptbahnhof, в перекладі — Південнотірольська площа — Головний вокзал) — станція Віденського метрополітену, розміщена на лінії U1 між станціями «Кеплер-плац» та «Таубштуммен-гассе». Відкрита 25 лютого 1978 року під назвою «Зюдтіролер-плац» (від площі, під якою розташована) у складі дільниці «Ройманн-плац» — «Карлс-плац». 9 грудня 2012 року після відкриття нового Головного вокзалу Відня назва змінена на сучасну.
Розташована на межі 4-го (Віден) і 10-го (Фаворитен) районів Відня. Має виходи на площу Зюдтіролер-плац, на вулицю Фаворитен-штрасе, перехід до Головного залізничного вокзалу з можливістю пересадки на міжміські поїзди, а також міську електричку (S-Bahn), пересадка на трамваї № O, 18.